# Nghiên cứu và phát triển

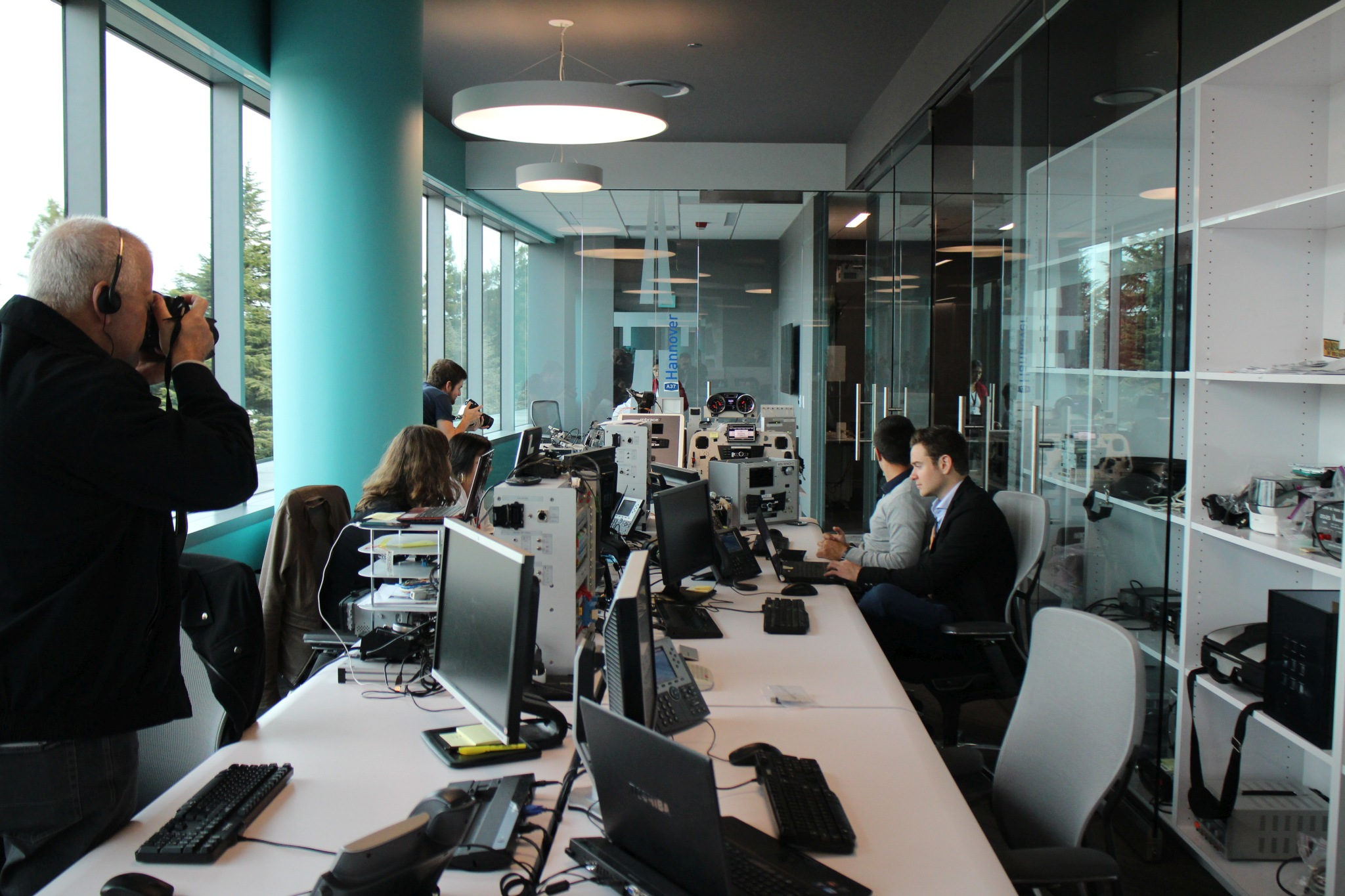
Trong trung tâm Nghiên cứu và Phát triển Mercedes Benz Bắc Mỹ, ở San Francisco

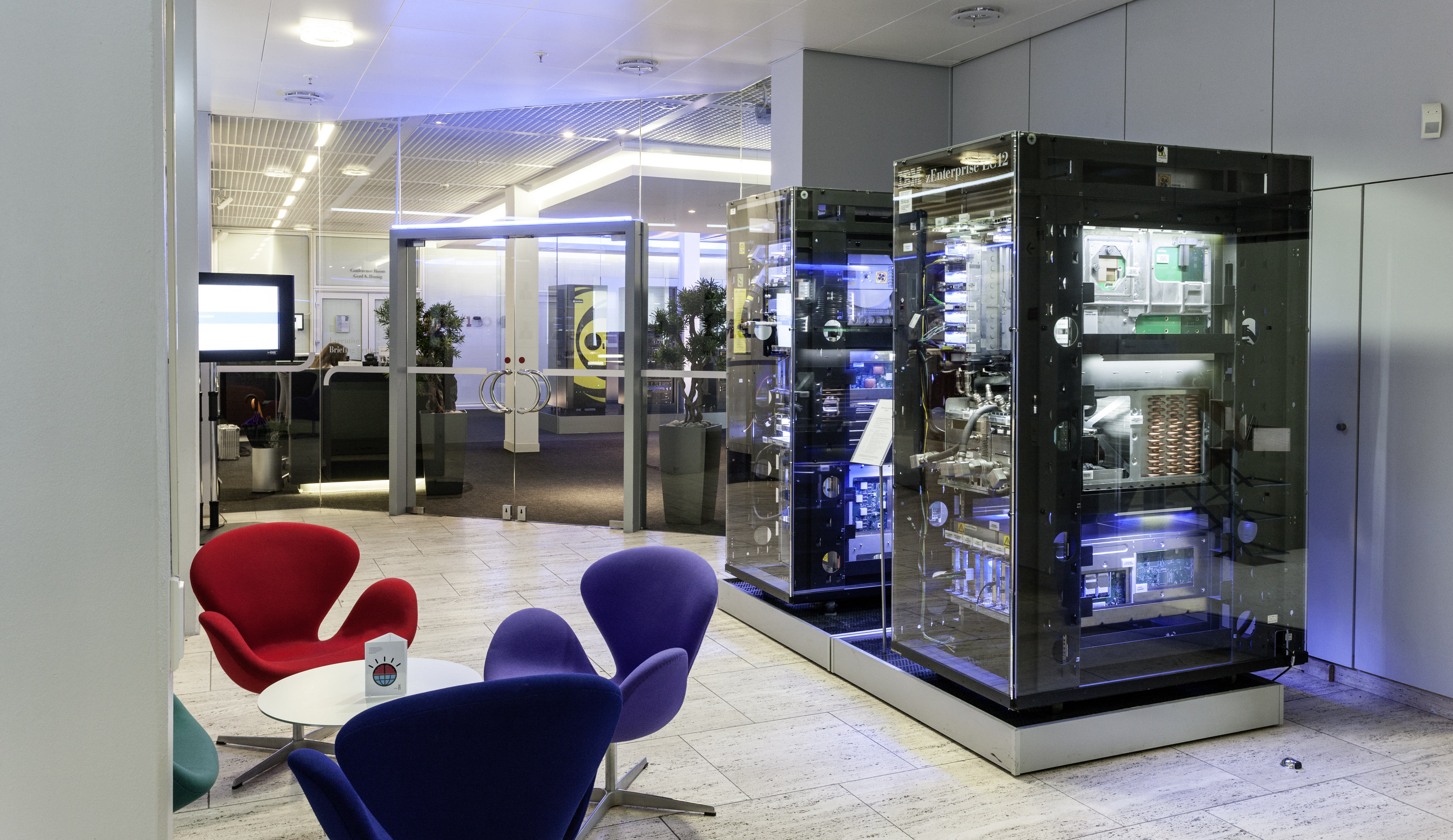
Trung tâm Khách hàng tại cơ sở Nghiên cứu & Phát triển IBM Đức; Tháng 12 năm 2012

Nghiên cứu và phát triển (thường được gọi là R&D hay R+D, từ viết tắt tiếng Anh của research and development) là một trong những chìa khóa thành công của nhiều tập đoàn, công ty lớn trên thế giới. Nghiên cứu và phát triển cũng là giai đoạn phát triển đầu tiên của một dịch vụ tiềm năng mới hay quá trình sản xuất.
Hoạt động R&D khác nhau giữa các cơ quan, với hai mô hình chính là bộ phận R&D có nhân viên là các kỹ sư và được giao nhiệm vụ trực tiếp phát triển các sản phẩm mới, hoặc có nhân viên là các nhà khoa học công nghiệp và có nhiệm vụ nghiên cứu ứng dụng trong các lĩnh vực khoa học hoặc công nghệ, có thể tạo điều kiện phát triển sản phẩm trong tương lai. R&D khác với phần lớn các hoạt động của công ty ở chỗ nó không nhằm mục đích mang lại lợi nhuận ngay lập tức và thường mang lại rủi ro lớn hơn và lợi tức đầu tư không chắc chắn. Tuy nhiên, R&D là yếu tố quan trọng để giành được thị phần lớn hơn thông qua việc quảng cáo các sản phẩm mới. R&D&I cũng là một từ viết tắt có cùng ý nghĩa chung là R&D và là viết tắt của nghiên cứu, phát triển và đổi mới.

## Nền tảng
Thiết kế và phát triển sản phẩm mới thường là yếu tố quan trọng trong sự tồn tại của một công ty. Trong bối cảnh công nghiệp toàn cầu đang thay đổi nhanh chóng, các công ty phải liên tục sửa đổi thiết kế, tính năng và phạm vi sản phẩm của mình. Điều này cũng cần thiết do sự cạnh tranh gay gắt và sở thích ngày càng tăng của người tiêu dùng. Nếu không có chương trình R&D, một công ty phải dựa vào các liên minh chiến lược, mua lại để khai thác những đổi mới của những công ty khác.